# Химн на Армения
„Мер Хайреник“ (на арменски: Մեր Հայրենիք, в превод: „Наше отечество“) е националният химн на Армения.

## История на химна
Химнът е адаптирана версия на „Песента на италианката“ (Իտալացի աղջկա երգը) по текст на Микаел Налбандян (1829 – 1866), написан през 1859 година. Музиката за химна е написана по-късно от композитора Барсех Каначян (1885 – 1967). Това е националният химн на първата арменска република от 1918 – 1920 година и отново е утвърден за национален символ след разпада на СССР, на 1 юли 1991 година. В химна са влезли първият, третият, четвъртият и шестият куплети на „Песента на италианката“.
В периода от 1944 до 1991 година химнът на Арменска ССР е различен. Текстът му е написан от Арменак Саркисян под псевдонима Сармен, а музиката е на Арам Хачатурян от една от героичните теми в трето действие на операта му „Гаяне“, написана през 1942 година.

## Текст на „Мер Хайреник“
| Арменски | Латинска транскрипция | Български превод |
| Մեր Հայրենիք, ազատ անկախ, Որ ապրել է դարէդար Յուր որդիքը արդ կանչում են Ազատ, անկախ Հայաստան։ Ահա եղբայր քեզ մի դրոշ, Որ իմ ձեռքով գործեցի Գիշերները ես քուն չեղա, Արտասուքով լվացի։ Նայիր նրան՝ երեք գույնով, Նվիրական մեր նշան Թող փողփողի թշնամու դեմ Թող միշտ պանծա Հայաստան։ Ամենայն տեղ մահը մի է Մարդ մի անգամ պիտ մեռնի, Բայց երանի՝ որ յուր ազգի Ազատության կզոհվի։ | Mer Hayreniq, azat ankax, Vor aprel e daredar Yur vordiqë ard kanč̣um en Azat, ankax Hayastan. Aha yeġbayr qez mi droš, Vor im dzerqov gorcec̣i Gišernerë yes qun č̣eġa, Artasuqov lvac̣i. Nayir nran yereq guynov, Nvirakan mer nšan Thoġ phoġphoġi thšnamu dem Thoġ mišt panca Hayastan. Amenayn teġ mahë mi e Mard mi angam pit meřni, Bayc̣ yerani, vor yur azgi Azatuthyan kzohvi. | Родина наша, свободна, независима, Що е живяла векове наред, Своите синове зове в Свободна, независима Армения. Ето ти знаме, братко мой, знаме на ръка от мен ушито в безсънните нощи и напоено със сълзите ми. Погледни го, с трите му цвята, свят символ е за нас. Нека изгрее срещу врага, да бъде Армения славна навеки. Навсякъде смъртта е една, Човек умира само веднъж, Но блажен този, който загива За свободата на своя народ. |